# Église Saint-Michel de Bački Breg
Pour les articles homonymes, voir Église Saint-Michel.
L'église Saint-Michel de Bački Breg (en serbe cyrillique : Римокатоличка црква Светог арханђела Михаила у Бачком Брегу ; en serbe latin : Rimokatolička crkva Svetog arhanđela Mihaila u Bačkom Bregu) est une église catholique située à Bački Breg, dans la province de Voïvodine, sur le territoire de la ville de Sombor et dans le district de Bačka occidentale, en Serbie. Elle est inscrite sur la liste des monuments culturels de grande importance de la république de Serbie (identifiant no SK 1169).

## Présentation
L'église a été construite en 1786, à l'emplacement d'un édifice datant de 1740. De style baroque, elle intègre des éléments empruntés au classicisme.
L'église est dotée d'une nef unique longue de 33 m et large de 14 m se terminant par une abside demi-circulaire ; la sacristie longe la façade nord et la façade occidentale est dominée par un clocher qui culmine à 35 m, ; cette façade occidentale occidentale est simple, avec des pilastres encadrant des arcs peu profonds.
À l'intérieur, les voûtes ont été décorées par le peintre Sándor Éber en 1918 ; le tableau du maître autel représentant saint Michel est l'œuvre de József Ferenc Falconer, qui appartenait à une famille de peintre de Budapest et qui a travaillé dans plusieurs églises catholiques de Bač à la fin du XVIIIe siècle et au début du XIXe siècle ; la Pietà de l'autel latéral, datée de 1794, est l'œuvre de Johann Georg Bader.
Des travaux de restauration ont été réalisés sur l'église en 1975-1976 et en 1983.